# Danny Steinmann
Danny Steinmann, nascido Michael Buchman Silver (Nova York, 7 de janeiro de 1942 — Los Angeles, 18 de dezembro de 2012) foi um diretor de cinema americano. Danny fez sua estreia como escritor e diretor com o filme pornô hardcore High Rise (1973), no qual ele usou o pseudônimo Danny Stone. Steinmann foi produtor associado de The Man in the Glass Booth (1975), de Arthur Hiller, e trabalhou como produtor associado do inusitado suspense sobrenatural de Gene Roddenberry, Spectre (1977). Além disso, Danny dirigiu uma produtora em Porto Rico que fez comerciais de TV para empresas como a International House of Pancakes, o Chase Manhattan Bank e a Wesson Oil.
Danny dirigiu e co-escreveu o vencedor perverso do horror psicótico The Unseen (1980). Insatisfeito com a versão final do filme, Steinmann atribui seu crédito como diretor ao pseudônimo Peter Foleg. Ele acompanhou este filme com o thriller de ação e vingança adolescente extremamente trash Savage Streets (1984). Steinmann gastou um tempo relativamente grande com a sequencia de Sexta-Feira 13: Um Novo Começo (1985). Embora o filme tenha sido um sucesso financeiro, a produção foi muito problemática. Ele foi anunciado como diretor de uma sequência proposta para o notório The Last House on the Left (1972), mas o projeto nunca chegou a ser realizado.

## Biografia
Steinmann nasceu em Nova York. Ele era um excelente atleta e pós graduação no ensino médio, destacando-se no futebol da Clark University em Worcester, Massachusetts (1958-1960). Ele começou sua carreira como escritor e diretor do hardcore porno High Rise. Em 1980, dirigiu o filme de suspense de terror The Unseen e, em 1984, filmou o filme de ação e crime Savage Streets, estrelado por Linda Blair. Seu último filme foi Sexta-Feira 13 Parte V: Um Novo Começo (1985).

### Morte
Steinmann morreu em 18 de dezembro de 2012 com a idade de 70 anos.

## Filmografia
Como diretor:
- Sexta-feira 13 Parte V: um novo começo
- Savage Streets
- The Unseen
- High Rise